# Barczewo
Barczewo (do roku 1945 Wartenburg in Ostpreußen) је město v Polsku ve Varmijsko-mazurském vojvodství v okrese Olsztyn. Leží na řece Pisa v historickém území Varmie a je lokálním střediskem dřevařského, obráběcího, chemického, textilního a potravinářského průmyslu. V roce 2024 zde žilo 7 377 obyvatel.

## Poloha
Oblast, kde se Barczewo nachází, se vyznačuje velkým množstvím jezer a kopců ledovcového původu, které ovlivňují utváření mikroklimatu ve městě a jeho nejbližším okolí. K tvarování povrchu došlo v poslední fázi zalednění. Město samotné leží v mladé, ledovcové, kopcovité krajině jezer. Oblast města a okolí je z hlediska hypsometrie velmi rozmanitá. Vedle morénových kopců jsou časté nížinné oblasti. 

### Klima
Barczewo leží v přechodné oblasti teplého mírného klimatu. Průměrná roční teplota se pohybuje mezi +6,6 °C a +7,1 °C. Nejvyšší průměrná teplota nastává v červenci a je +17,9, nejnižší průměrná teplota nastává v lednu a dosahuje -3,5 °C. Průměrné množství srážek za rok, se pohybuje okolo 550 až 600 mm. V průměru se během roku srážky vyskytují asi 140 dní, počet dní s mrazem je 130, přičemž sněhová pokrývka trvá v průměru 83 dní. Po celý rok převládají jihozápadní a západní větry. Na podzim a v zimě se zvyšuje podíl jižních větrů, na jaře a v létě naopak severozápadních. 

## Historie
Barczewo bylo založeno v bývalé kmenové pruské zemi Galindii. Původně se nacházelo v roce 1325 v místě, kde se nyní nachází ves Barczewko. Po zničení první pevnosti Litevci bylo město vystavěno na novém místě. Nové město dostalo městská práva 4. července 1364 na příkaz varmijského biskupa Jana II. Stryprocka, zakladatelem a starostou druhého místa města byl Jindřich z Łajsy. 

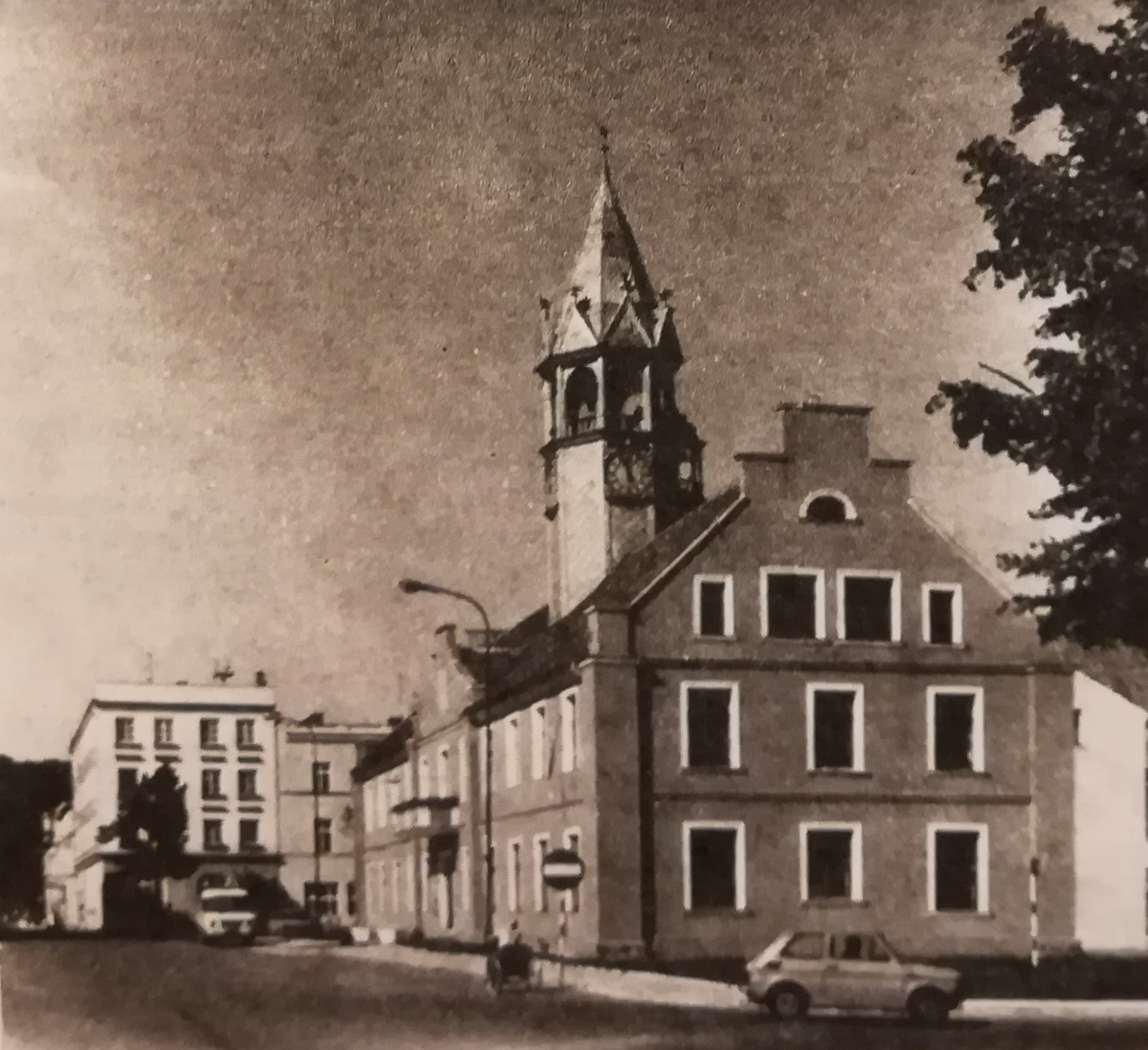
Radnice v Barczewu v roce 1988

Na základě toruňského míru bylo město spolu s celou Varmií začleněno do Polského království. Během poslední polsko-germánské války v roce 1521 byl místní hrad bráněn proti Řádu německých rytířů.  V roce 1544 byla velká část budov zničena požárem, další proběhly v letech 1594 a 1596. V důsledku prvního rozdělení Polska v roce 1772 bylo město začleněno do Pruska, a spolu s nimi se v roce 1871 stalo součástí sjednoceného Německa, o rok později získalo město železniční spojení. V roce 1810 zřídily pruské úřady po sekularizaci majetku františkánského řádu v bývalých klášterních zahradách trestní dům. V roce 1862 zde byla založena židovská obec. V roce 1871 byl založen židovský hřbitov a v roce 1894 nahradila modlitebnu synagoga. V roce 1885 bylo v Barczewu založeno třetí polské knihkupectví ve Varmii, jehož majitelem byl Adam Napieralski. Na konci 19. století žilo v Barczewu 104 Židů, kteří tvořili asi 2,6 % celkové populace.
Během 2. světové války byla zničena část budov na tržišti a většina okolních budov. 31. ledna 1945 město obsadila vojska 3. armády 2. běloruského fronty Rudé armády (na jejich počest byl v roce 1985 vztyčen obelisk na tehdejší ulici gen. Świerczewskiego) a později bylo město předáno polské správě. Zbývající německá populace ve městě byla vysídlena. Vzhledem k německému znění historického názvu Wartebork jej polské úřady 15. září 1946 změnily na Nowowiejsk a nakonec 4. prosince 1946 na Barczewo na památku historika Walentyho Barczewského. Od roku 1946 město administrativně patřilo do Olštýnského vojvodství (a poté v letech 1975–1998 do Olštýnského vojvodství (tzv. malého vojvodství). Za Polské lidové republiky fungovala ve městě pila, mlékárna, zemědělský mlýn, výkrmna prasat, drůbeží jatka a továrna na konzervování masa, dále octárna a továrna na pasty a svíčky.
V roce 1991 vyšly v poválečné historii města první samosprávné noviny „Nowiny Barczewskie“. Autorem a prvním editorem byl Tadeusz Rynkiewicz. „Nowiny Barczewskie“ se později přeměnily na „Wiadomości Barczewskie“,  které vycházejí každý měsíc.
31. prosince 2011 byla dokončena revitalizace východní části Starého Města v Barczewu. Během prací na parkovišti v ulici Kopernika byly objeveny a zakonzervovány zdi měšťanských nájemních domů. V těchto místech byla uspořádána dvě stálá archeologická naleziště, která byla zpřístupněna turistům. 
V listopadu 2013 byl Barczewo přijat do Mezinárodní asociace Cittàslow.

## Památky
- Kostel sv. Anny a Štěpána, postaven 1386 v gotickém slohu
- Kostel sv. Ondřeje apoštola, vystavěn ve 14. století, přestavěn ve století 16.
- Novogotická radnice z 19. století
- Muzeum hudebního skladatele Felikse Nowowiejského - v místě jeho rodného domu
- Vodárenská věž - na sídlišti Zielona, postavena 1907, kapacita 350 m³
- Židovský hřbitov (ul. Warminska)

- Věznice Barczewo - věznice postavená na místě bývalého františkánského kláštera, budovy pocházejí z konce 18. století. 12. listopadu 1986 zemřel ve věznici Barczewo bývalý gauleiter a superprezident Východního Pruska Erich Koch. V 80. letech byla tato věznice politickou věznicí, kde byli drženi protikomunističtí aktivisté (včetně Władysława Frasynuka, Adama Michnika a Leszka Moczulského).

Dva kilometry od Barczewa se na řece Pisa nachází místo zvané Góra Krzyżowa, které je podle historických pramenů místem bývalé pruské osady.

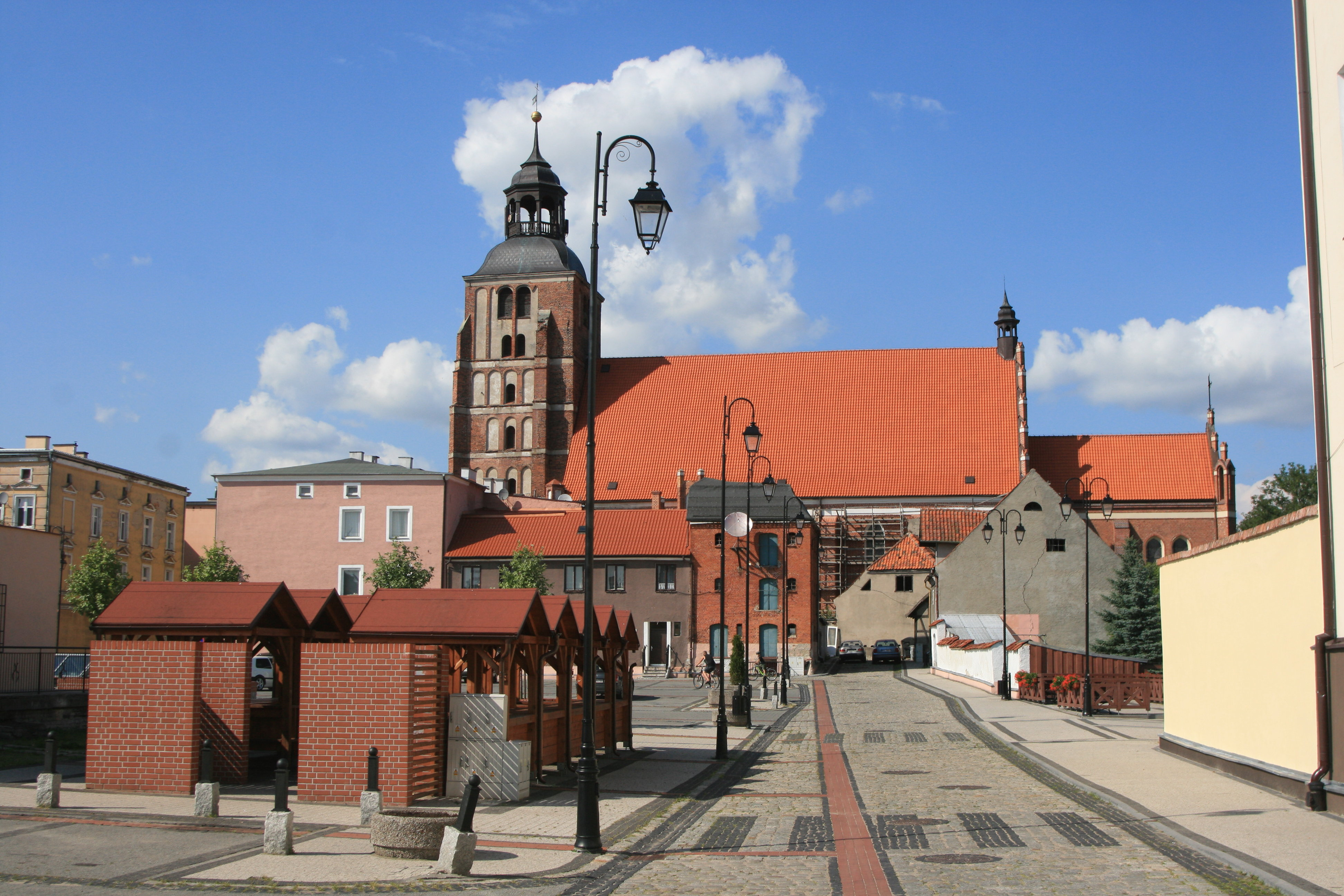
Kostel sv. Anny a Štěpána

## Doprava

#### Silniční doprava
Ve městě se protíná státní silnice I. třídy č. 16 (Dolna Grupa - Grudziądz - Iława - Ostróda - Olsztyn - Barczewo - Mrągowo - Ełk - Augustów - hraniční přechod s Litvou) a silnice II. třídy č. 595 (Jeziorany - Barczewo).

#### Projekt MHD Barczewo
Tento projekt předpokládá vznik dvou autobusových linek jezdících v rámci města a okolních obcí. Byl vytvořen pro usnadnění pohybu po městě a přilehlém okolí. Na jedné straně se plánuje usnadnění dopravy pro obyvatele okolních obcí jako Ruszajny a Wrocikowo pro snadnější, rychlejší a bezpečnější přístup do škol a práce, na druhé straně je ve hře levnější doprava do sousední obce Łęgajny. V plánu je provozovat tyto linky:
- Linka č. 1 – Łęgajny (Základní škola) – Łęgajny (smyčka) – Wrocikowo – Warmińska – Północna (Střední škola) – Słowacki (MŠ) – Szczepański – Norwid/Brzechnicka – Krazeszwkowa – Orzeszwkowa – Warmińska (smyčka) – Mickiewicza – Kopernika – Radnice – Obránců Varšavy – Kościuszko (hřbitov) – sídliště Sójcze Wzgórze
- Linka č. 2 – Ruszajny – Kajki – Miła – Zatorze (Pułaskiego – Nádraží) – obratiště: Wojska Polskiego – Północna (Gymnasium) – Warmińska – Osiedle Zielone: Ogrody Działkowe – odbočení zpět na okruh: Wrocikowo – Olsztyńska – Mickiewicza – Warmińska: Pętla – Lipowa - Orzeszkowa - Korczak - Norwid - Wańkowicz - Rodinné sídliště (Leśmian)

#### Železniční a veřejná doprava
Přes Barczewo vede železniční trať Czerwonka – Ełk , díky které má město spojení mj. s Olsztynem a Ełkem.
Barczewo projíždí autobusy a soukromé linky dopravců Intertrans, Wojtex či Bus Kormoran. Zajištěna je pravidelná linka, spojující město s Olštýnem. Po celém městě se nachází několik autobusových zastávek. 

## Partnerské město
- Hagen am Teutoburger Wald, Německo[8]